# Stationen der Erinnerung in Wien-Favoriten

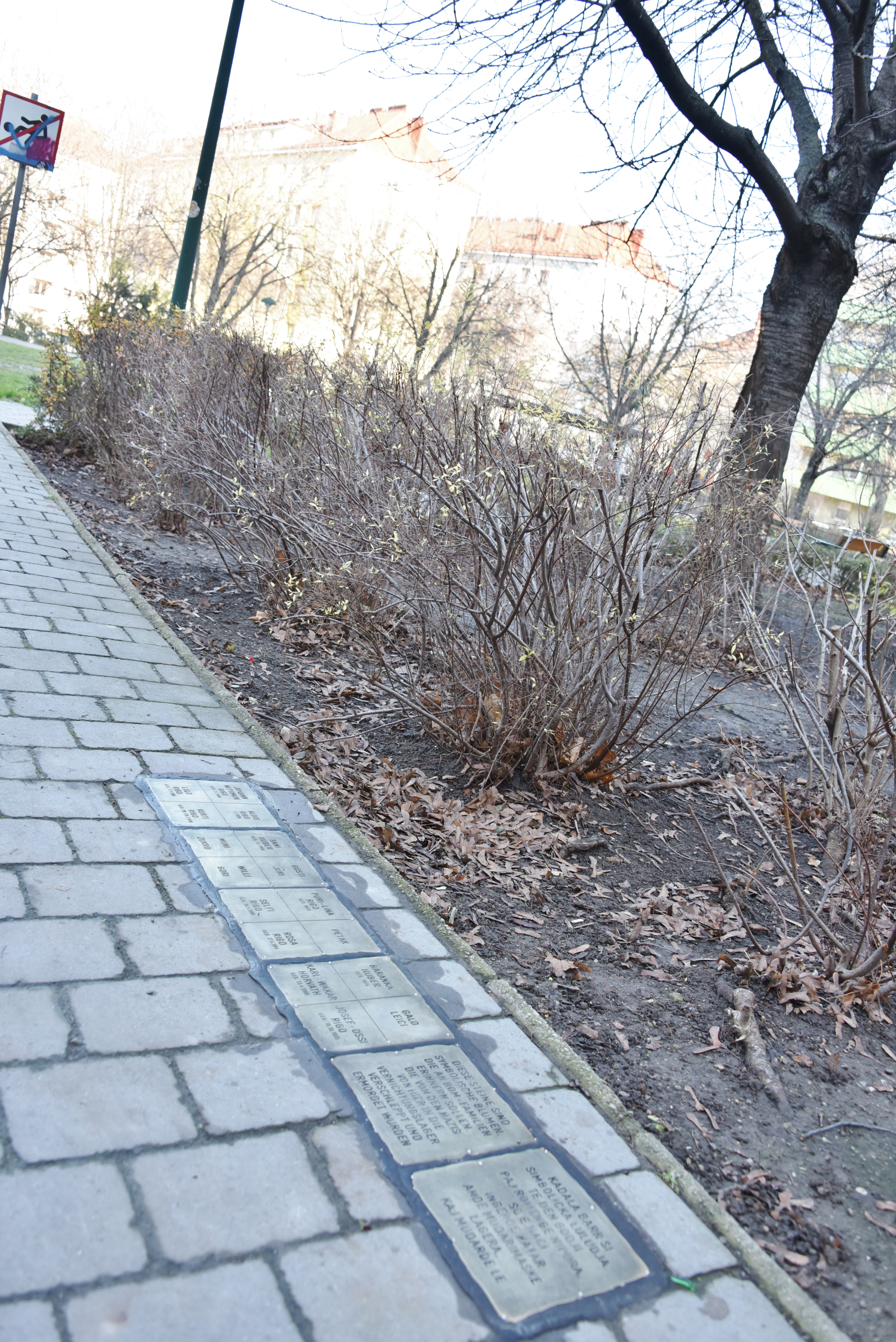
Steine der Erinnerung in Wien-Favoriten Barankapark

Die Stationen der Erinnerung in Wien-Favoriten enthalten alle Erinnerungssteine im 10. Wiener Gemeindebezirk, Favoriten, die an das Schicksal der Menschen erinnern, die in der Zeit des Nationalsozialismus ermordet, deportiert, vertrieben oder in den Suizid getrieben wurden. Die Verlegung erfolgt durch den Verein Steine der Erinnerung mit Sitz in der Leopoldstadt.
Das Konzept der Wiener Erinnerungs- und Gedenksteine beruht auf dem der Stolpersteine von Gunter Demnig und wird von diesem als Plagiat bezeichnet. Die Favoritner Erinnerungssteine unterscheiden sich von Demnigs Stolpersteinen durch ihre Größe, dadurch, dass sie teils mehrere Personen auf einem Erinnerungsstein würdigen, und dass sie maschinell gefertigt wurden und nicht von Hand. Am 8. Mai 2009 wurden die ersten Erinnerungssteine in Favoriten verlegt, zur Eröffnung reisten Familienangehörige aus Neuseeland, Israel, England, Ungarn und Deutschland an. Die bislang letzte Verlegung fand im April 2018 an der Ecke Raaber-Bahn-Gasse/Scheugasse statt.

## 10. Favoriten
| Bild                                                                             | Inschrift | Standort                          | Leben |
| -------------------------------------------------------------------------------- | --- | --------------------------------- | --- |
|                                                                                  | BARANKA HUBER GEB. 1874 | Barankapark ·                     | Baranka Huber war die Mutter von Karl Horvath und wurde 1874 geboren und war für ihre Heilkünste bekannt. 1941 wurde sie zusammen mit den dort lagernden Lovara-Familien von der Hellerwiese deportiert. Ihr zu Gedenken wurde diese im Jahr 2003 in Barankapark umbenannt. |
| KARL-WAKAR HORVATH GEB. 13.4.1908                                                | Karl (Wakar) Horvath wurde am 13. April 1908 in Graz geboren. Er war ein Roma-Lovara und verheiratet mit Maria (Sidi) Rigo Stojka. Dieser Verbindung entstammten sechs Kinder: Mongo Stojka (1929–2014), Karl Stojka (1931–2003), Ceija Stojka (1933–2013), Josef (Ossi) (1934 oder 1935–1943), Maria (Mitzi) und Katharina (Kathi). Karl war Pferdehändler. Die Familie zog mit einem Wohnwagen durch Österreich und trieb Handel auf Pferdemärkten. Nach der Annexion Österreichs wurde 1939 ein Verbot des Umherziehens erlassen. Die Familie zog daraufhin mit ihrem Wagen nach Wien und sie konnten sich auf dem Gelände eines Fuhrunternehmens im 16. Wiener Gemeindebezirk unterstellen, der Wagen wurde in ein Holzhäuschen umgebaut – damit weniger Aufmerksamkeit erregt werde. Karl und seine älteste Tochter Katharina versuchten Arbeit zu finden, während die jüngeren Kinder zur Schule geschickt wurden. 1941 holt die Gestapo Karl Horvath von zu Hause ab. Die Tochter Ceija schilderte die Verhaftung: „Eines Tages holte die Gestapo unseren Vater Karl Horvath von unserem Platz ab. Sie kamen in einem kleinen Auto und stießen ihn hinein. Wir Kinder standen da, mit Tränen um unseren Vater. Er winkte noch einmal, dann fuhren sie mit ihm fort. Das war 1941 und meine letzte Erinnerung an ihn. Wir sahen ihn nie wieder.“ Am 20. Januar 1941 wurde Karl Horvath ins KZ Dachau gebracht, Häftlingskategorie: Schutzhaft, Arbeitszwang-Reich, Asozial. Nach der Verhaftung des Vaters wurde das kleine Haus der Familie mit einem Gitter umzäunt und der Familie wurde es verboten diese Umzäunung zu verlassen. Tochter Katharina wird schließlich auch festgenommen und ins Zigeuner-Anhaltelager Lackenbach deportiert. Karl Horvath wurde ins Konzentrationslager Neuengamme, danach ins KZ Sachsenhausen und schließlich wieder zurück ins KZ Dachau überstellt. Während dieser Zeit blieb er mit der Familie im brieflichen Kontakt, diese versuchte ihm kodiert Warnungen zukommen zu lassen, dabei verwendeten sie Begriffe auf Romanes, die sich wie Personennamen lasen. So erhielt er zum Beispiel die Nachricht: „Wie geht’s denn Katte Mandaren?“ – dieser Satz war eine Information über die Tötungen in den Lagern. Am 28. November 1942 wurde Karl Horvath mit einem „Invalidentransport“ von Dachau in die Tötungsanstalt Hartheim überstellt und ermordet. Sein Tod wurde am 30. November 1942 im KZ Dachau gemeldet. Am 2. Dezember 1942 beurkundete das NS-Sonderstandesamt seinen Tod und gab als Todesursache „Versagen von Herz und Kreislauf bei Lungentuberkulose“ an. 1943 wurde die Familie über den Tod benachrichtigt, seine Urne kam einige Monate später. Am 3. März 1943 während der dreitägigen Totenwache, die bei Roma üblich ist, wurden auch Sidi und die Kinder wenige Stunden vor dem Begräbnis von der Gestapo verhaftet. Karl Stojka wurde während des Unterrichts von der Gestapo aus der Schule abgeholt und nach Auschwitz, in das dortige Zigeunerlager, deportiert. Auf diesem Transport befanden sich 2.572 Roma und Sinti. Ein Sohn Karl Horvaths wird ermordet, die anderen Kinder und seine Frau Sidi konnten überleben. Sie waren die einzigen der fast 200 Familienmitglieder zählenden Großfamilie, die den Nationalsozialismus überlebt haben. | Barankapark ·                     | |
| GALO LEICI                                                                       | Galo Leici wurde in ein Konzentrationslager deportiert und dort ermordet. | Barankapark ·                     | |
| JOSEF-OSSI RIGO GEB. 18.10.1935                                                  | Josef (Ossi) Rigo, geboren 1934 oder 1935, war das jüngste Kind von Karl Horvath und Maria Rigo Stojka und entstammte einer Roma-Lovara Familie. Seine Geschwister waren: Karl Stojka, Mongo Stojka, Ceija Stojka, Maria und Katharina. Die Familie lebte in einem Wohnwagen und zog damit von Pferdemarkt zu Pferdemarkt, wo sein Vater handelte und seine Mutter Stoffe an Bäuerinnen verkaufte. Nach der Annexion Österreichs wurde 1939 ein Verbot des Umherziehens erlassen. Die Familie begab sich daraufhin nach Wien und konnten ihren Wagen auf dem Gelände eines Fuhrunternehmens im 16. Wiener Gemeindebezirk unterstellen. Der Wagen wurde in ein Holzhäuschen umgebaut um weniger Aufmerksamkeit zu erregen. Sein Vater und seine älteste Schwester versuchten Arbeit zu finden, während Ossi und seine anderen Geschwister eine Volksschule besuchten. 1941 holte die Gestapo den Vater Karl Horvath von zu Hause ab, er wurde ins KZ Dachau deportiert, schließlich in die Tötungsanstalt Hartheim überstellt und dort Ende November 1942 ermordet. Die Familie erhielt die Urne mit den sterblichen Überresten des Vaters erst einige Monate später im darauffolgenden Jahr. Am 3. März 1943, während der dreitägigen Totenwache, die bei Roma üblich ist, wurde Ossi zusammen mit seiner Mutter und seinen Geschwistern wenige Stunden vor dem Begräbnis von der Gestapo verhaftet und in das Zigeunerlager Auschwitz deportiert. Seine Schwester Katharina war bereits 1941, kurz nach der Verhaftung des Vaters, deportiert worden – ins Zigeuner-Anhaltelager Lackenbach. Josef Ossi Rigo wurde 1943 in Auschwitz im Alter von acht oder neun Jahren ermordet. Seine Mutter und Geschwister überlebten (Katharina Stojka trafen sie in Auschwitz wieder). Sie waren die einzigen der fast 200 Mitglieder zählenden Großfamilie, die den Nationalsozialismus überlebten. | Barankapark ·                     | |
|                                                                                  | PURI-LINA RIGO GEB. 1859 | Barankapark ·                     | Puri-Lina Rigo (alte Lina) wurde 1859 geboren und hat den Nationalsozialismus nicht überlebt. |
| SELFI RIGO GEB. 26.5.1909                                                        | Selfi Rigo wurde am 26. Mai 1909 geboren. Selfi hat den Nationalsozialismus nicht überlebt. | Barankapark ·                     | |
| PETAK                                                                            | Petak: über Petak ist nur bekannt, dass er den Nationalsozialismus nicht überlebt hat. | Barankapark ·                     | |
| ROSA RIGO GEB. 27.4.1914                                                         | Rosa Rigo wurde am 29. April 1914 in Jois geboren und wurde in Auschwitz ermordet. | Barankapark ·                     | |
|                                                                                  | JOHANN NEPOMUK RIGO GEB. 2.2.1898 | Barankapark ·                     | Johann Nepomuk Rigo wurde am 2. Februar 1898 geboren, er hat den Nationalsozialismus nicht überlebt. |
| LULO RIGO GEB. 17.5.1910                                                         | Lulo Rigo wurde am 17. Mai 1910 geboren. Er war verheiratet mit Malina (Mala) und hatte drei Kinder. Er wurde ins Zigeuner-Anhaltelager Lackenbach deportiert und schließlich ins Zigeunerlager ins KZ Auschwitz deportiert. Als sich 1944 die Rote Armee näherte, wurde das Lager aufgelöst. Lulo war als arbeitsfähig für die Überstellung ausgewählt worden, doch beim Abmarsch sah er seine Frau, die nicht ausgewählt wurde und blieb bei ihr – Lulo Rigo wurde mit seiner Frau und seinen drei Kindern in Auschwitz ermordet. | Barankapark ·                     | |
| ALOIS RIGO GEB. 2.7.1926                                                         | Alois Rigo wurde am 2. Juli 1926 geboren. Alois Rigo wurde in Auschwitz ermordet. | Barankapark ·                     | |
| KURTI RIGO GEB. 28./29.2.1936                                                    | Kurti Rigo wurde am 28. oder 29. Februar 1936 geboren, er war der Sohn von Lulo und Malina Rigo. Er wurde 1944 zusammen mit seinen zwei Geschwistern und seinen Eltern ermordet. | Barankapark ·                     | |
|                                                                                  | SANI HUBER GEB. 10.1.1906 | Barankapark ·                     | Sani Huber am 10. Januar 1906 geboren und hat den Nationalsozialismus nicht überlebt. |
| MUNI                                                                             | Muni war ein Kind von Sani Huber und hat den Nationalsozialismus nicht überlebt. | Barankapark ·                     | |
| ZUKRO                                                                            | Zukro war ein Kind von Sani Huber und hat den Nationalsozialismus nicht überlebt. | Barankapark ·                     | |
| GUSTI                                                                            | Gusti war ein Kind von Sani Huber und hat den Nationalsozialismus nicht überlebt. | Barankapark ·                     | |
| JURI                                                                             | Juri war ein Kind von Sani Huber und hat den Nationalsozialismus nicht überlebt. | Barankapark ·                     | |
| WILLI                                                                            | Willi war ein Kind von Sani Huber und hat den Nationalsozialismus nicht überlebt. | Barankapark ·                     | |
| GORI                                                                             | Gori war ein Kind von Sani Huber und hat den Nationalsozialismus nicht überlebt. | Barankapark ·                     | |
|                                                                                  | DIESE STEINE SIND SYMBOLISCHE BLUMEN, DIE AN ROM-FAMILIEN ERINNERN SOLLEN, DIE VON DEN NAZIS VON HIER IN DIE VERNICHTUNGSLAGER VERSCHLEPPT UND ERMORDET WURDEN | Barankapark ·                     | Die Hellerwiese im 10. Wiener Gemeindebezirk war seit dem 18. Jahrhundert ein traditioneller Lagerplatz von Rom-Familien. Nach der Annexion Österreichs wurde dieser Lagerplatz von den Nationalsozialisten mit Spanischen Reitern umstellt. 1941 wurden alle hier lebenden Roma und Romina in Konzentrationslager deportiert und alle wurden ermordet. 1999 wurde zum Gedenken an die vielen Menschen, die hier lebten eine Gedenktafel installiert und Mongo Stojka pflanzte eine Rote Kastanie, den Lieblingsbaum der Roma. 2003 wurde diese Wiese in Gedenken an die Großmutter von Mongo, Ceija Stojka und Karl Stojka in Barankapark umbenannt. Die Gedenktafel wurde zwischenzeitlich auf Grund vieler Vandalenakte durch eine steinerne Gedenktafel ersetzt. Jährlich im Mai findet das Barankapark-Fest statt, im Mai 2014 wurden während des Festes sechs Erinnerungssteine installiert. |
|                                                                                  | KADALA BARR SI SIMBOLICKA LULUDJA, TE DEN GODJI PAJ ROMENGE NIPURA, SO E NACI INGERDE KATAR ANDE MUDARIMASKE LAGERA, KAJ MUDARDE LE | Barankapark ·                     | Die Hellerwiese im 10. Wiener Gemeindebezirk war seit dem 18. Jahrhundert ein traditioneller Lagerplatz von Rom-Familien. Nach der Annexion Österreichs wurde dieser Lagerplatz von den Nationalsozialisten mit Spanischen Reitern umstellt. 1941 wurden alle hier lebenden Roma und Romina in Konzentrationslager deportiert und alle wurden ermordet. 1999 wurde zum Gedenken an die vielen Menschen, die hier lebten eine Gedenktafel installiert und Mongo Stojka pflanzte eine Rote Kastanie, den Lieblingsbaum der Roma. 2003 wurde diese Wiese in Gedenken an die Großmutter von Mongo, Ceija Stojka und Karl Stojka in Barankapark umbenannt. Die Gedenktafel wurde zwischenzeitlich auf Grund vieler Vandalenakte durch eine steinerne Gedenktafel ersetzt. Jährlich im Mai findet das Barankapark-Fest statt, im Mai 2014 wurden während des Festes sechs Erinnerungssteine installiert. |
|                                                                                  | JANKA LÖWENSTEIN GEB. ADLER 6.10.1894 DEPORTIERT 1942 NACH IZBICA ERMORDET IN BELZEC | Ettenreichgasse 9 ·               | Janka Löwenstein, geb. Adler, wurde am 6. November 1894 in Nagymegyer geboren. Da ihr Vater die Familie nicht ernähren konnte, wurde sie als fünfjährige zu ihrer Schwester Risa und deren Ehemann Simon Steiner in Obhut gegeben. Sie lebten zuerst am Bürgerplatz (heute Reumannplatz), später in der Ettenreichgasse. Am 7. März 1918 heiratete Janka den Ungarn Sandor Löwenstein, der sich daraufhin in Wien niederließ. Sandor wurde (dies war die Mitgift) Teilhaber des Textilgeschäftes von Risa und Simon (“Simon Steiner & Co”) in der Favoritenstraße 130. Das Paar lebte zusammen in der Ettenreichgasse. 1923 wurde der erste Sohn, Herbert, geboren, 1925 der zweite Sohn, Hans. Auf Grund ehelicher Unstimmigkeiten verließ Sandor die gemeinsamen Wohnung und zog in ein Hotel. In der Nacht des 13. März 1938, kurz nach dem Einmarsch deutscher Truppen, wurde die Familie gezwungen, vor der Antonskirche den Gehsteig zu putzen, nur Sohn Hans wurde verschont. Im April 1938 wurde das Geschäft der Familie arisiert, im April mussten die Söhne das Erzherzog-Rainer-Gymnasium verlassen. Hans wechselte in das Chajes-Gymnasium im 2. Wiener Gemeindebezirk, Herbert kam an die Jugendalijah-Schule in der Kleinen Sperlgasse, ebenfalls im 2. Wiener Gemeindebezirk. Ab Mai 1938 durften sogenannte Arier nicht mehr für Juden arbeiten und das Dienstmädchen der Familie musste ihre Arbeit aufgeben. Am 10. November 1938 wurde die Familie aus ihrer Wohnung vertrieben und wird zur Übersiedlung in eine Sammelwohnung für Juden in der Senefeldergasse gezwungen, wo sie zu elft in einer Zimmer-Kabinett-Küche-Wohnung leben müssen. Jankas Ehemann Sandor floh am 30. April 1939 nach Palästina. Janka wollte ihn nicht begleiten, da sie ihre Schwester nicht zurücklassen wollte. Erst Ende Oktober, Anfang November 1941, versuchte sie doch noch die Flucht und versuchte mit zwei Begleiterinnen zu ihrer Schwägerin nach Jugoslawien zu gelangen. Die drei Frauen wurden aber an der Grenze gefasst, von der Gestapo verprügelt und nach Wien zurückgeschickt. Janka kam daraufhin in eine Sammelwohnung in der Rotensterngasse im 2. Wiener Gemeindebezirk und musste sich dort ein Zimmer mit vier weiteren Menschen teilen. Tagsüber strickte sie, um das Gestrickte später zu verkaufen. Nachts musste sie zu Arbeitseinsätzen, Schnee räumen. Da der Ehemann ihrer Schwester erkrankte, mussten beide Frauen zusätzlich auch noch sein Arbeitspensum bewältigen. Erneut versuchte Janka die Flucht, konnte mit Hilfe geretteten Schmuckes eine Überfahrt nach Palästina für sich kaufen, stornierte jedoch diese Buchung, als sie eine billigere Überfahrt fand. Sie wollte der Schwester mehr Geld zurücklassen, doch stellte sich diese Passage als Betrug heraus. Janka Löwenstein konnte Wien nicht mehr verlassen. Am 15. Mai 1942 wurde sie schließlich mit ihrer Schwester nach Izbica deportiert (Transport 21, ihre Nummer auf dem Transport war die 347). Mit diesem Transport wurden 1001 Menschen deportiert, alle wurden ermordet. Von Izbica wird sie ins Vernichtungslager Belzec überstellt und dort vom NS-Regime ermordet. Janka Löwenstein wird 1950 für tot erklärt. Beide Söhne konnte sie retten. Am 2. Januar 1939 ging Herbert mit einem Jugendtransport nach Palästina, kurze Zeit später folgt Hans mit einem Kindertransport. Hans heißt heute Itzhak Lavie und lebt mit seiner Familie in Israel. |
| RISA STEINER GEB. ADLER 12.3.1877 DEPORTIERT 1942 NACH IZBICA ERMORDET IN BELZEC | Risa Steiner, geb. Adler, wurde am 12. März 1877 in Nemes Olica geboren. Am 7. Mai 1902 heiratete sie Simon Steiner, dem zusammen mit seinem Schwager Alexander Löwenstein das Textilgeschäft “Simon Steiner & Co” in der Favoritenstraße 130 gehörte. Als ihre Schwester Janka fünf Jahre alt ist, wird sie auf Grund der Armut der väterlichen Familie in die Obhut des Ehepaares Steiner geben. Zuerst wohnte die Familie am Bürgerplatz, heute Reumannplatz und zog danach in die Ettenreichgasse 9, wo auch Familie Löwenstein lebte. 1919 kommt der gemeinsame Sohn Erich zur Welt. Er maturierte und sollte an die Universität gehen. Doch nach der Annexion Österreichs begannen zahlreiche Schikanen und Verfolgungsakte ausschließlich wegen ihrer Herkunft: Die Familie muss Gehsteige putzen. Erich darf nicht studieren. Das Geschäft wird arisiert. Der Familie wird aus ihrer Wohnung vertrieben und muss auf engem Raum in einer Sammelwohnung für Juden leben, zuletzt im 2. Wiener Gemeindebezirk, in der Rotensterngasse 15. Nachts müssen zwangsweise Arbeitseinsätze absolviert werden. Risas Ehemann erkrankte. Am 15. Mai 1942 wurde sie mit ihrer Schwester und ihrem Ehemann mit dem Transport 21 nach Izbica deportiert (ihre Nummer auf dem Transport lautete 342). Alle 1001 Menschen dieses Transportes wurden ermordet, die meisten im Vernichtungslager Belzec, wo wahrscheinlich auch Risa Steiner umgebracht wurde. Sohn Erich konnte rechtzeitig in die Schweiz fliehen. Von dort gelangte er nach England, wo er blieb und eine Familie gründete. Risa Steiner wird 1950 für tot erklärt. | Ettenreichgasse 9 ·               | |
| SIMON STEINER 28.2.1875 TOD IM MAI 1942 AUF DEM TRANSPORT NACH IZBICA            | Simon Steiner wurde am 28. Februar 1875 in Salgov geboren. Ihm gehörte zusammen mit seinem Schwager Alexander Löwenstein das Textilgeschäft “Simon Steiner & Co” in der Favoritenstraße 130. Am 7. Mai 1902 heiratete er Risa Adler. Zur kleinen Familie gehört auch die fünfjährige Schwester von Risa, Janka, die auf Grund der Armut in der väterlichen Familie dem Paar in Obhut gegeben wurde. Die Familie wohnt zuerst am Bürgerplatz, heute Reumannplatz, und zog danach in die Ettenreichgasse 9, wo auch Familie Löwenstein lebte. 1919 kommt der gemeinsame Sohn Erich zur Welt. Er maturierte und sollte an die Universität gehen. Sohn Erich besaß sogar ein eigenes Auto, einen Steyr 50. Simon Steiner gehörte dem Vorstand des Tempels in der Humboldtgasse an. Nach der Annexion Österreichs begannen zahlreiche Schikanen und Verfolgungsakte ausschließlich wegen ihrer Herkunft: Die Familie muss Gehsteige putzen. Erich darf nicht studieren. Das Geschäft wird arisiert. Der Familie wird aus ihrer Wohnung vertrieben und muss auf engem Raum in einer Sammelwohnung für Juden leben, zuletzt im 2. Wiener Gemeindebezirk, in der Rotensterngasse 15. Nachts müssen zwangsweise Arbeitseinsätze absolviert werden. Simon Steiner erkrankte. Am 15. Mai 1942 wurde er zusammen mit seiner Frau und Schwägerin Janka mit dem Transport 21 nach Izbica deportiert (seine Nummer auf dem Transport lautete 341). Alle 1001 Menschen dieses Transportes wurden ermordet, die meisten im Vernichtungslager Belzec, wo wahrscheinlich auch Simon Steiner umgebracht wurde. Sohn Erich konnte rechtzeitig in die Schweiz fliehen. Von dort gelangte er nach England, wo er blieb und eine Familie gründete. Simon Steiner wird 1950 für tot erklärt. | Ettenreichgasse 9 ·               | |
|                                                                                  | | Keplergasse 9                     | Severin Shmuel Mahrer wurde am 28. September 1877 in Dolní Bukovsko geboren. Als letzten Wohnsitz von Severin Mahrer gibt das Dokumentationsarchiv des österreichischen Widerstandes die Wohnung Pernerstorfergasse 21/11 in Wien-Favoriten an. Er wurde am 5. März 1941 nach Modliborzyce deportiert und im Rahmen des Holocaust vom NS-Regime ermordet. Der Deportationstransport wurde am Wiener Aspangbahnhof zusammengestellt und umfasste 999 jüdische Männer, Frauen und Kinder. Es sind nur 13 Überlebende bekannt. Im jüdischen Viertel der Kleinstadt Modliborzyce (Bezirk Janow Lubelski, Distrikt Lublin) war ein Ghetto errichtet worden, in das neben den ursprünglichen Bewohnern auch Deportierte aus dem Deutschen Reich und auch aus anderen Teilen Polens eingewiesen wurden. Die Deportierten wurden teilweise in Wohnungen der ortsansässigen Juden bzw. in Häusern in umliegenden Dörfern einquartiert, ein kleinerer Teil auch in Massenquartieren. Arbeitsfähige Männer wurden in die Arbeitslager Lysakow bzw. Jenisow zur Zwangsarbeit gebracht, im Ghetto herrschten Unterernährung, Krankheiten und eine hohe Sterblichkeitsrate, auch verursacht durch regelmäßige Übergriffe von SS und deutscher Polizei. Die Liquidation erfolgte im Herbst 1942. Am 8. Oktober 1942 wurden die Insassen des Ghettos zur nahegelegenen Bahnstation Zaklikow gebracht und in ein Vernichtungslager der Aktion Reinhard deportiert. Alte und Kranke sollen nach Zeugenaussagen noch im Ghetto ermordet worden sein. |
|                                                                                  | Rosa Moses, geb. 1884, am 14. Juni 1942 nach Sobibor deportiert | Keplergasse 9                     | |
|                                                                                  | Sigmund Moses, geb. 1879, am 14. Juni 1942 nach Sobibor deportiert | Keplergasse 9                     | |
|                                                                                  | HIER WOHNTE ERWIN MAXA 20.8.1910 AM 23.9.1941 VERHAFTET AM 4.5.1942 ALS WIDERSTANDSKÄMPFER IN GROSS ROSEN ERMORDET | Raaber-Bahn-Gasse/Ecke Scheugasse | Erwin Maxa wurde am 20. August 1910 in Wien geboren und arbeitete in einem Elektro-Betrieb am Wiener Ostbahnhof. Er war Kassier einer kommunistischen Zelle und verteilte Flugblätter an deren Mitglieder. Am 23. September 1941 wurde er festgenommen und am 4. Mai 1942 im KZ Groß-Rosen ermordet. |
|                                                                                  | | Troststraße 125 ·                 | Albert Dlabaja wurde am 6. August 1885 in Wien geboren. Er war Straßenbahner von Beruf und heiratete am 15. November 1917 Gisela Jellinek. Das Paar hatte einen Sohn, Erich Dlabaja (20. März 1920 bis 26. April 1970). Vater und Sohn gehörten beide der KPÖ an und engagierten sich im Widerstand gegen das NS-Regime. Am 13. Oktober 1939 kam die Gestapo Wien um beide zu verhaften, trafen jedoch nur den Vater an. Obwohl der Sohn gewarnt wurde, ging er nach Hause und wurde ebenfalls verhaftet. Albert Dlabaja wurde am 6. November 1939 in der Gestapo-Zentrale am Morzinplatz erkennungsdienstlich erfasst, dann ins Wiener Landesgericht überstellt und in der Folge ins KZ Sachsenhausen deportiert. Später wurde er nach Flossenbürg gebracht, wo er am 16. April 1941 um 20 Uhr ermordet wurde. Auf Gesuch seiner Frau wurde die Urne nach Wien gesandt, die sie am 8. Mai 1941 im Wiener Zentralfriedhof bestatten konnte. Sohn Erich überlebte das NS-Regime, musste jedoch bis zur Befreiung im April 1945 im KZ Buchenwald Zwangsarbeit verrichten. In der Remise Favoriten erinnert eine Gedenktafel an Albert Dlabaja. |
|                                                                                  | Gisela Dlabaja geb. Jellinek wurde am 17. Juni 1896 in Boskowitz bei Brünn geboren. Sie heiratete am 15. November 1917 den Straßenbahner Albert Dlabaja. Das Paar hatte einen Sohn, Erich Dlabaja (1920–1970). Nach der Annexion Österreichs durch das sogenannte Dritte Reich sah sich die Familie zahlreichen Schikanen ausgesetzt. Da sie Jüdin war, musste ihr Sohn als sogenannter Mischling 1. Grades vom Gymnasium in die Handelsschule wechseln. Laut Enkelsohn Albert musste sie mit einer Bürste Gehsteige von aufgemalten Kruckenkreuzen säubern. Ihr Ehemann und ihr Sohn waren beide im Widerstand tätig, Erich gehörte dem Kommunistischen Jugendverband Österreichs an. Beide wurden am 13. Oktober 1939 von der Gestapo verhaftet, verhört und in der Folge in Konzentrationslager verschleppt. Erich Dlabaja wurde am 21. Januar 1941 wegen Vorbereitung zum Hochverrat zu zwei Jahren Zuchthaus verurteilt und in das Gefangenenlager Rodgau 1 im hessischen Dieburg gebracht. Nach Verbüßung der Jugendhaft wurde ihr Sohn in das KZ Buchenwald überstellt, wo er bis zu seiner Befreiung am 11. April 1945 blieb. | Troststraße 125 ·                 | |
|                                                                                  | | Wielandpark ·                     | Rosa Mühlstein wurde am 4. Juli 1901 geboren. 1943 wurde sie vom NS-Regime im KZ Auschwitz ermordet. |
|                                                                                  | Arthur Aron Mühlstein, geboren 1890, war mit Emma Mühlstein verheiratet. Sie waren beide erfolgreich im Kleider- und im Schmuckgeschäft. Das Paar hatte zwei Kinder – Herbert und Erika. Nach dem Anschluss Österreichs werden beide Geschäfte arisiert. Aron und Emma konnten 1939 nach Antwerpen fliehen, wo sie zwei weitere Kinder bekamen – Renee (geboren 1939) und Ruth (geboren 1943). Im Jahr 1941 kamen sie kurzzeitig in ein Lager in Limbourg, wurden aber wieder freigelassen. Renee und Ruth wurden zu ihrer Sicherheit in einem Kloster untergebracht. Nach dem Krieg siedelte sich Aron schließlich mit seiner Frau und seinen beiden jüngsten Töchtern in Brüssel an, er starb 1964. Seine Tochter Erika und sein Sohn Herbert konnten rechtzeitig mit Kindertransporten ins Ausland gebracht werden und wurden ebenso gerettet. | Wielandpark ·                     | |
|                                                                                  | Emma Mühlstein geb. Ullmann wurde 1902 geboren. Sie war mit Aron Mühlstein verheiratet. Beide waren erfolgreich im Kleider- und im Schmuckgeschäft. Das Paar hatte zwei Kinder – Herbert und Erika. Nach dem Anschluss Österreichs werden beide Geschäfte arisiert. Emma und Aron konnten 1939 nach Antwerpen fliehen, wo sie zwei weitere Kinder bekamen – Renee (geboren 1939) und Ruth (geboren 1943). Im Jahr 1941 kamen sie kurzzeitig in ein Lager in Limbourg, wurden aber wieder freigelassen. Renee und Ruth wurden zu ihrer Sicherheit in einem Kloster untergebracht. Nach dem Krieg siedelte sich Emma schließlich mit ihrem Mann und ihren beiden jüngsten Töchtern in Brüssel an, sie starb 1964. Ihre Tochter Erika und ihr Sohn Herbert konnten rechtzeitig mit Kindertransporten ins Ausland gebracht werden und wurden ebenso gerettet. | Wielandpark ·                     | |
|                                                                                  | Richard Ullman wurde 1896 geboren. 1938 wurde er auf dem Gelände seines Geschäftes verhaftet und nach Dachau deportiert. Von dort wurde er etwas später ins KZ Buchenwald überstellt. Im Februar 1939 wurde er freigelassen. Er floh anschließend nach London, wohin auch sein Neffe Herbert und seine Nichte Erika mit einem Kindertransport gelangten. Er nahm beide bei sich auf und zog sie auf. Er starb 1974. | Wielandpark ·                     | |
|                                                                                  | Herbert Mühlstein, geboren 1930 in Wien, war der Sohn von Emma und Aron Mühlstein. Nach dem Anschluss Österreichs musste Herbert seine Schule verlassen. Er kam in eine jüdische Schule, seine Eltern verloren ihre zwei gutgehenden Geschäfte. 1939 konnten die Mühlsteins beide Kinder in Kindertransporten unterbringen: 1939 verließ zuerst Erika Wien Richtung England, einige Monate später folgte Herbert. Beide Kinder waren zuerst in verschiedenen Gastfamilien untergebracht. Nach Ausbruch des Krieges wurden sie zuerst nach Sussex evakuiert. Von dort kamen sie nach South Wales, dann in ein Kinderflüchtlingsheim nach Birmingham und schließlich wieder nach London, wo sie von ihrem Onkel, Richard Ullmann, dem ebenso die Flucht nach London gelungen war, aufgenommen wurden. Herbert Mühlstein starb 1996 in London. | Wielandpark ·                     | |
|                                                                                  | Erika Mühlstein wurde 1932 in Wien geboren, sie war die Tochter von Emma und Aron Mühlstein. Nach dem Anschluss Österreichs verloren die Eltern ihre zwei gutgehenden Geschäfte. 1939 konnten die Mühlsteins beide Kinder in Kindertransporten unterbringen: 1939 verließ zuerst Erika Wien Richtung England, einige Monate später folgte Bruder Herbert. Beide Kinder waren zuerst in verschiedenen Gastfamilien untergebracht. Beide Kinder waren zuerst in verschiedenen Gastfamilien untergebracht. Nach Ausbruch des Krieges wurden sie zuerst nach Sussex evakuiert. Von dort kamen sie nach South Wales, dann in ein Kinderflüchtlingsheim nach Birmingham und schließlich wieder nach London, wo sie von ihrem Onkel, Richard Ullmann, dem ebenso die Flucht nach London gelungen war, aufgenommen wurden. | Wielandpark ·                     | |
|                                                                                  | ZUM GEDENKEN AN EINE FAMILIE, DIE BIS 1938 GLÜCKLICH IN DER PERNERSTORFERSTR. 19 GELEBT HAT. SIE WURDE VON DEN NAZIS ZERSTÖRT UND NIE WIEDER VEREINT. | Wielandpark ·                     | Dieser Stein der Erinnerung bezieht sich auf das Schicksal der Familie Mühlstein/Ullmann und liegt gleich neben dem für Rosa Mühlstein und ihre Angehörigen. |